# Aesculus hybrida
Aesculus hybrida là một loài thực vật có hoa trong họ Bồ hòn. Loài này được DC. mô tả khoa học đầu tiên năm 1813.